# Parafia św. Anny w Ostrzyhomiu
Parafia św. Anny w Ostrzyhomiu – parafia rzymskokatolicka, administracyjnie należąca do archidiecezji ostrzyhomsko-budapeszteńskiej, znajdująca się w dekanacie Esztergom. 